# Luis Fuentes Molinar
Luis Fuentes Molinar (Chihuahua, Chihuahua; 19 de julio de 1927-Ciudad de México, 10 de junio de 2017) fue un político mexicano, perteneciente al Partido Revolucionario Institucional que se desempeñó como Presidente Municipal de Chihuahua de 1977 a 1980. 
Durante su gestión como presidente municipal se realizó la construcción del monumento a Antonio de Deza y Ulloa, fundador de la ciudad de Chihuahua, que inauguró en 1980. 
En 1983 Luis Fuentes Molinar fue postulado candidato a presidente municipal de Chihuahua por segunda vez, enfrentando en la elección constitucional al candidato del PAN, Luis H. Álvarez; resultó derrotado en los comicios y en un acto sin precedentes para la época, Luis Fuentes Molinar aceptó públicamente el resultado.
Además fue dirigente estatal de su partido entre 1974 y 1977 y diputado federal por el Distrito 4 de 1973 a 1976. Así mismo fungió como director general del CONALEP en el estado de Chihuahua de 1995 al 2006.
Falleció en la Ciudad de México el 10 de junio de 2017.